# توم ميتشيل (لاعب كرة قدم أمريكية)
توم ميتشيل (بالإنجليزية: Tom Mitchell)‏ هو لاعب كرة قدم أمريكية أمريكي، ولد في 22 أغسطس 1944 في نيوبورت في الولايات المتحدة، وتوفي في 16 يوليو 2017.

## وصلات خارجية
- توم ميتشيل على موقع كلية كرة السلة في سبورتس رفرنس.كوم (الإنجليزية)
- توم ميتشيل على موقع مرجع كرة القدم المحترفة.كوم (الإنجليزية)